# Gärtnerplatz
La Gärtnerplatz est une place de Munich. Elle a été construite vers 1860 comme place centrale du nouveau quartier d'Isarvorstadt en l'honneur de Friedrich von Gärtner et conçue par Max Kolb. Elle constitue le centre du quartier de Gärtnerplatzviertel.

## Description
Depuis 1975, elle est proche de son état initial. En particulier, au cours des deux décennies suivantes, toutes les façades des bâtiments, à l'exception du théâtre, ont été peintes en ancien rose dans les couleurs d'origine. 
En raison des problèmes liés à l’utilisation du lieu comme pelouse et aire de pique-nique (bruit, déchets, etc.), le lieu a été repensé au printemps 2006.    

La Gärtnerplatz abrite le Staatstheater am Gärtnerplatz, construit en 1865. 

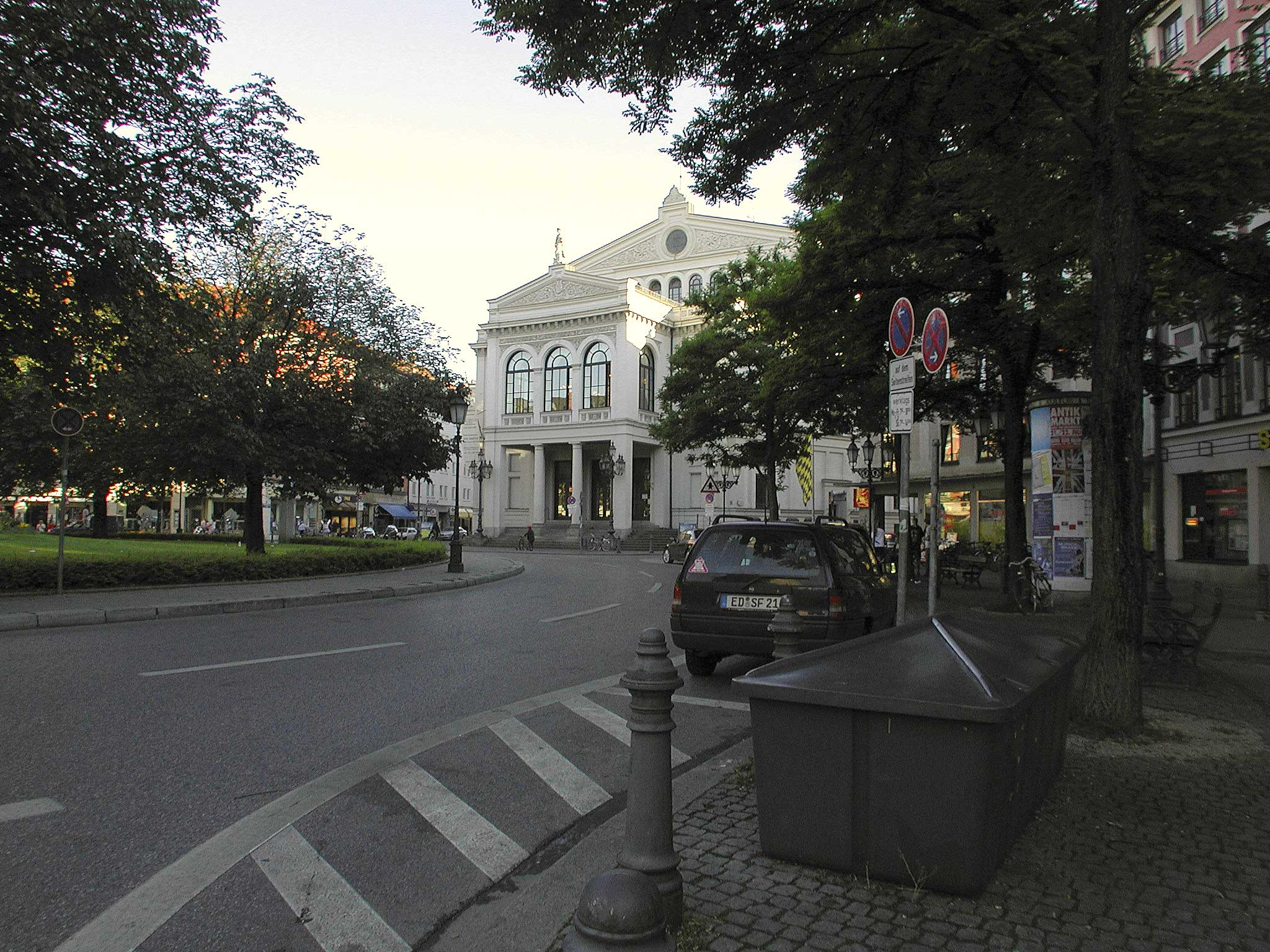
La Gärtnerplatz avant sa transformation, avec le Staatstheater am Gärtnerplatz, vue du nord.

## Littérature
- Martin Arz: L'Isarvorstadt. Gärtnerplatz, Glockenbach et le district des abattoirs. Hirschkäfer, Munich 2008,  (ISBN 978-3-940839-00-8) (livre illustré)
- Anita Kuisle : centrale électrique, école, hôpital militaire : une histoire de Gärtnerplatzviertels, Éditeur Franz Schier Meier, Munich 2010,  (ISBN 978-3-9813190-8-8) .

## Liens Web
- Site web de l'initiative citoyenne "Gärtnerplatz so lassen! "
- Gärtnerplatz als interactive à 360 ° × 180 °